# Burg Kazimierz Dolny
Die Ruine der Burg Kazimierz Dolny (polnisch Zamek w Kazimierzu Dolnym) befindet sich in Kazimierz Dolny, einer Stadt in der Woiwodschaft Lublin, Polen.

## Lage
Die Burgruine ist der Rest einer Höhenburg in Spornlage, die sich über der Weichsel und der Stadt erhob.

## Geschichte
Die Burg wurde im 13. Jahrhundert im gotischen Stil auf dem Burgberg errichtet. Die älteste Anlage bestand aus einem Bergfried, der unter Władysław I. Ellenlang errichtet wurde. Sein Sohn Kasimir der Große ließ die Burg in den 1340er Jahren ausbauen. Im 15. Jahrhundert verwalteten die Grotów die Königsburg. 1509 belehnte Sigismund I. die Firlej mit der Burg und Mikołaj Firlej ließ die Burg von Santi Gucci und Peter Likiel in ein Renaissanceschloss umbauen. Während der Schwedischen Sintflut wurde das Schloss 1655 von schwedischen Truppen und 1657 von den Truppen Georg II. Rákóczis geplündert und gebrandschatzt. Es wurde sodann im barocken Stil wieder aufgebaut, fiel jedoch bereits 1663 wieder einem Brand zum Opfer. August der Starke beabsichtigte, das Schloss als Barockpalast wieder aufzubauen, jedoch kam ihm der Krieg mit Stanislaus I. Leszczyński dazwischen. Die Anlage wurde von den Czartoryski übernommen. Die Ruine verfiel zusehends und wurde 1806 von den Österreichern teilweise gesprengt. Während des Novemberaufstands verteidigten sich die Aufständischen in den Burgruinen gegen russische Truppen. Als Repressalie wurde Adam Jerzy Czartoryski enteignet, und die Ruine wurde Staatsbesitz. Die Burg ist für Besichtigungen und Sonderveranstaltungen geöffnet.